# Chromodoridoidea
Super-famille
Les Chromodoridoidea sont une super-famille de mollusques de l'ordre des nudibranches.

## Liste des familles
Selon World Register of Marine Species (14 janvier 2021) :
- famille Actinocyclidae O'Donoghue, 1929 -- 2 genres
- famille Cadlinellidae Odhner, 1934 -- Monotypique
- famille Cadlinidae Bergh, 1891 -- 3 genres
- famille Chromodorididae Bergh, 1891 -- 16 genres
- famille Hexabranchidae Bergh, 1891 -- Monotypique
- famille Showajidaiidae Korshunova, Fletcher, Picton, Lundin, Kashio, N. Sanamyan, K. Sanamyan, Padula, Schrödl & Martynov, 2020 -- Monotypique

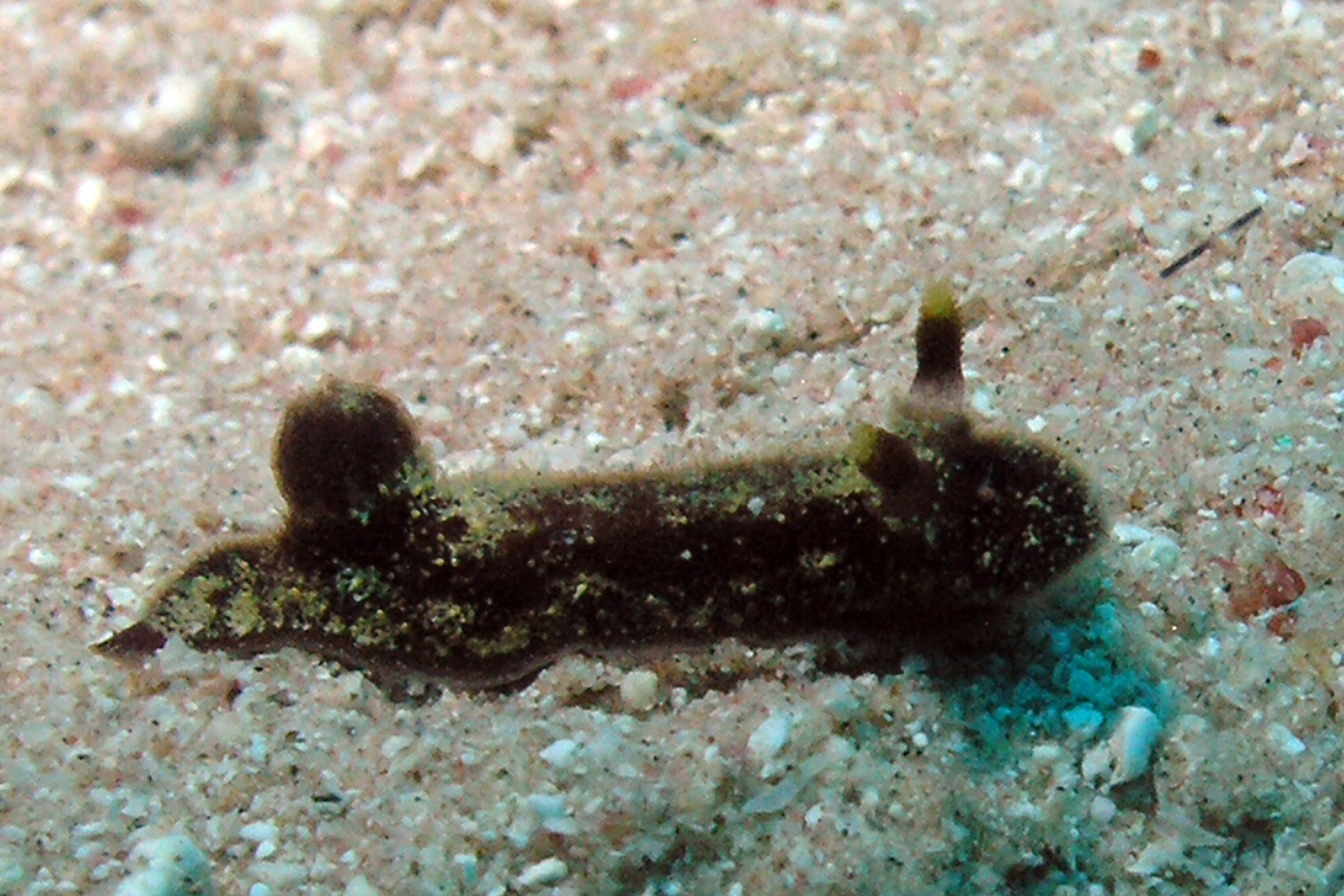
Hallaxa indecora, un Actinocyclidae.
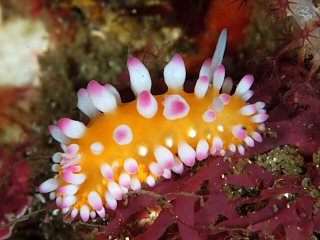
Cadlinella ornatissima, un Cadlinellidae.
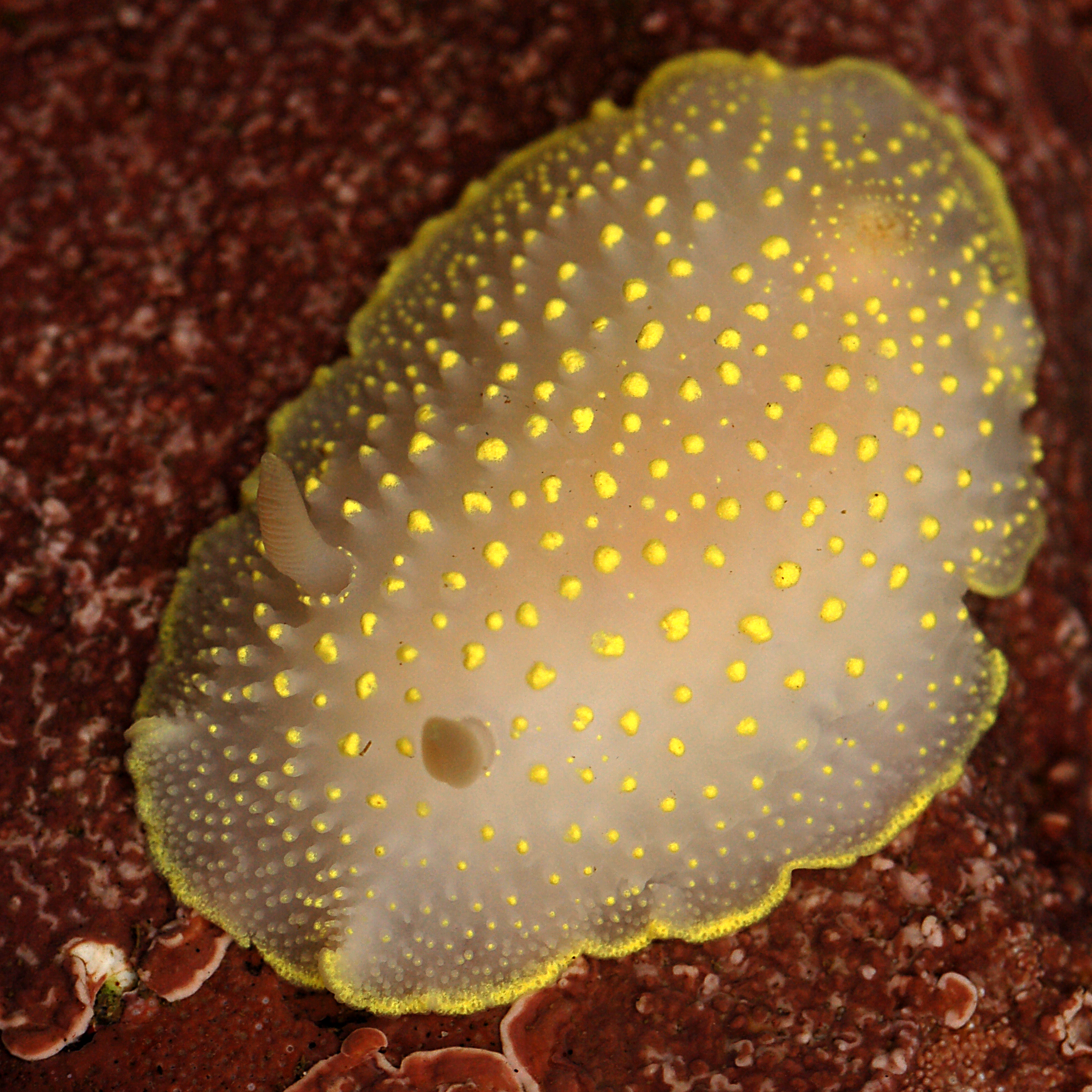
Cadlina luteomarginata, un Cadlinidae.
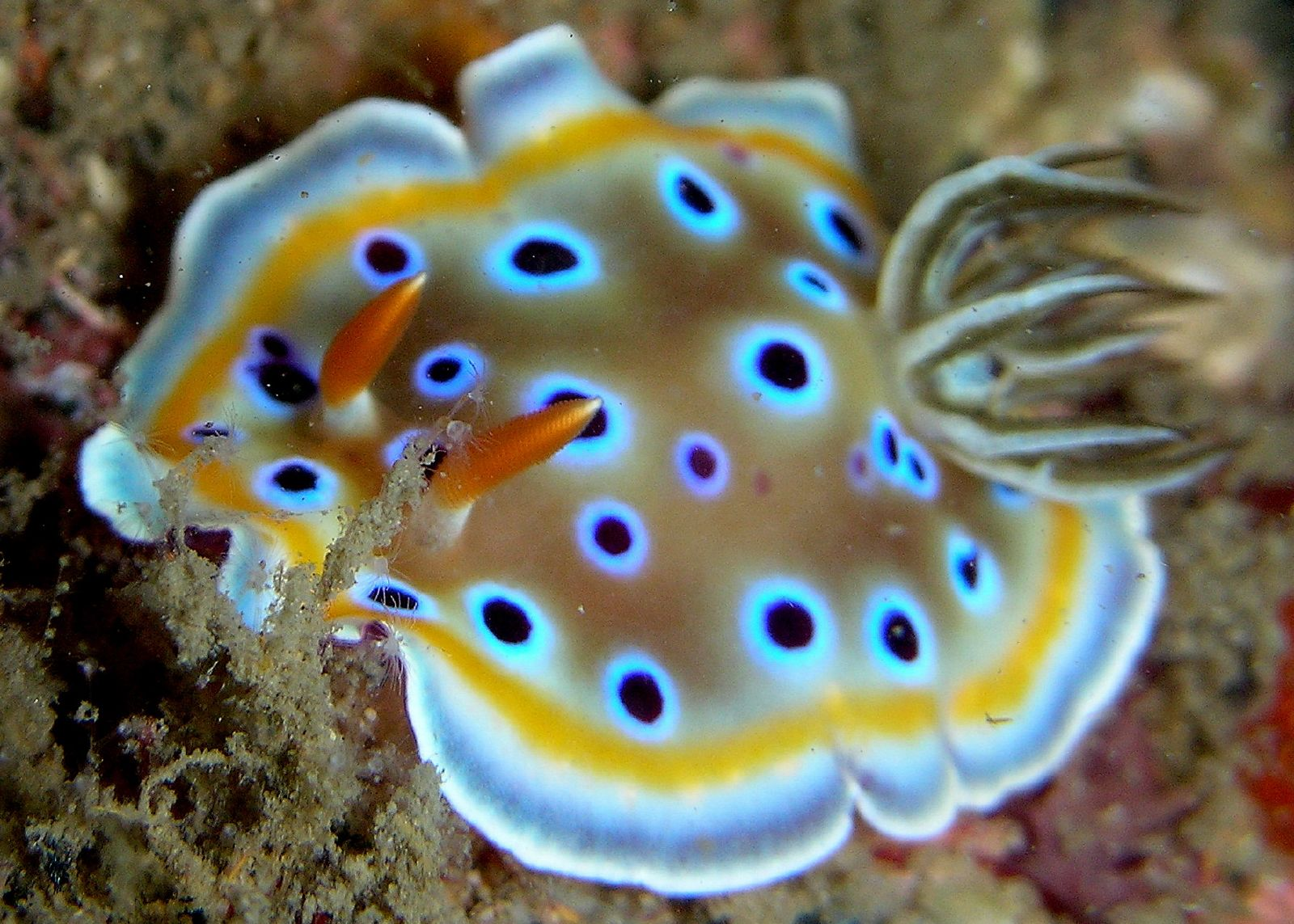
Goniobranchus geminus, un Chromodorididae.
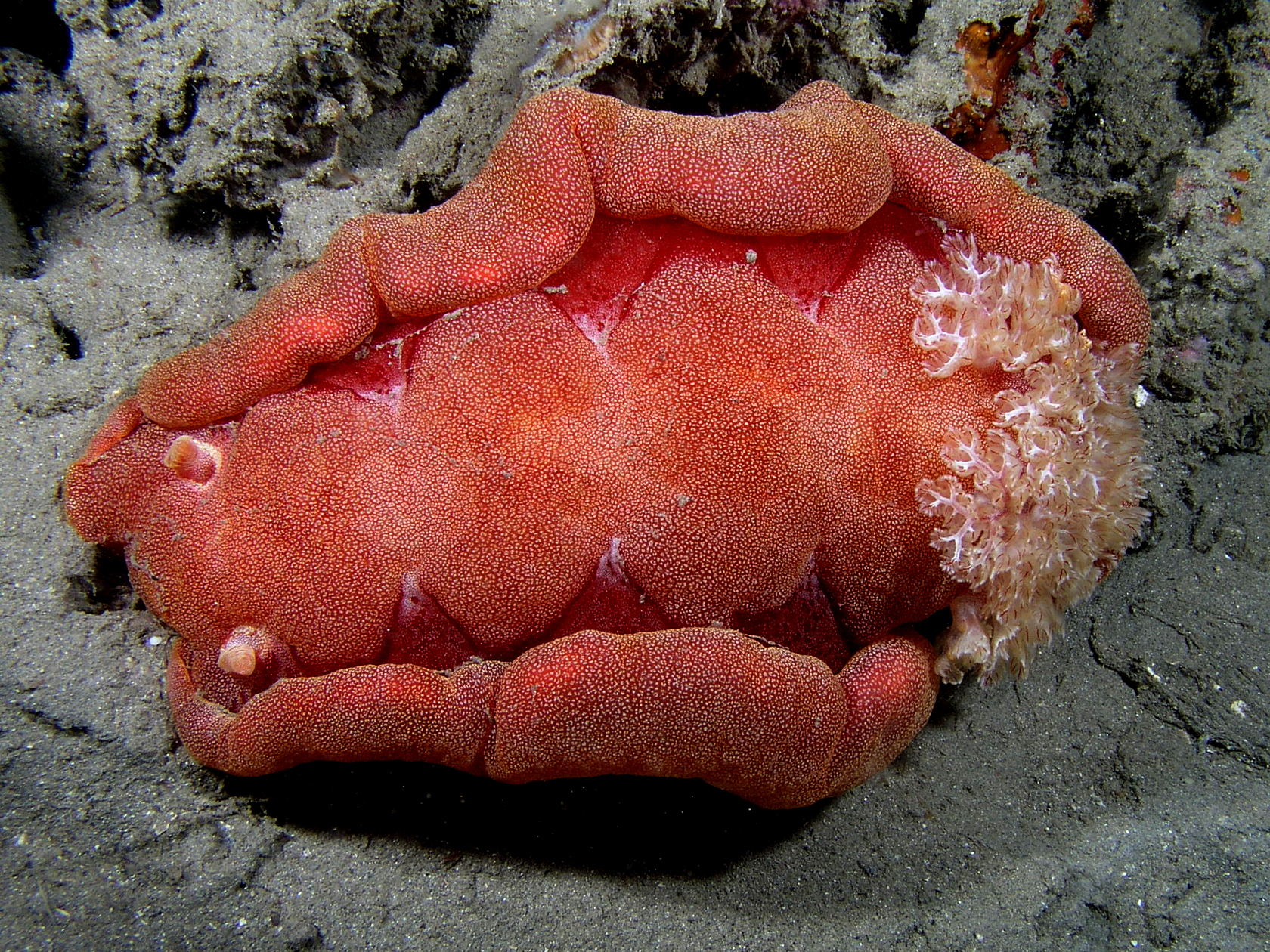
Hexabranchus sanguineus, un Hexabranchidae.